# 국문 연구소
국문 연구소(國文硏究所)는 광무 11년(1907년) 7월 8일에 학부 안에 설치한 한국어 연구 기관이다. 이 기관은 주시경과 지석영 등의 위원으로 구성하여 약 3년 동안 한국어 정서법 통일에 관하여 토의하였다. 1506년 중종때 언문청이 폐지된 이후 최초로 한글을 연구하는 국가기관이었다.

## 배경
1894년(조선 고종 31년) 갑오개혁에서 한글을 ‘국문’(나랏글)이라고 하여, 1894년 11월 21일 칙령 제1호 공문식(公文式) 제14조 및 1895년 5월 8일 칙령 제86호 공문식 제9조에서 법령을 모두 국문을 바탕으로 삼고 한문 번역을 붙이거나 국한문을 섞어 쓰도록 하였다. 이와 더불어 한글 사용이 점차 늘어나 한문을 섞지 않고 순수히 한글만으로 적는 문자 생활이 확대되자 한글 표기법에 관한 문제가 제기되었다. 공동연구에 의한 통일된 문자체계의 필요성을 느끼던 중 1905년 지석영이 상소한 〈신정국문(新訂國文)〉이 고종황제의 재가를 얻어 한글 맞춤법으로서 공포되었다. 지석영은 6개항목으로 된 맞춤법 통일안을 통해서 닿소리는 △과 ㆁ을 없애 14자로 할 것, 홀소리에는 ·자를 없애고 ㅣ와 ㅡ를 합하여 ＝라는 새 글자를 만들 것, 된소리는 쌍서(ㄲ, ㄸ, ㅃ, ㅆ)로 표기할 것 등을 주장하였다.
그러나 그 내용의 결점이 지적되면서 1906년 5월에 이능화가 학부에 어문정리사업의 필요성을 주장하는 〈국문일정의견〉을 제출하는 등 논란이 되었다. 이에 당시 학부대신 이재곤의 건의로 1907년 7월 8일 대한제국 학부에 통일된 문자 체계를 확립하기 위한 한국어 연구 기관으로 국문 연구소가 설치되었다. 국문 연구소의 연구 성과는 1909년 12월 28일 학부에 제출한 보고서로서 〈국문연구의정안〉 및 어윤적, 이종일, 이억, 윤돈구, 송기용, 유필근, 지석영, 이민응의 8위원 연구안으로 완결되었다.

## 연혁
국문 연구소의 연혁은 다음과 같다.
- 1907년 7월 8일: 국문 연구소 설치[12]
- 1907년 7월 12일: 위원장으로 윤치오, 위원으로 장헌식, 이능화, 현은, 권보상(權輔相), 주시경, 우에무라(上村正己, 당시 학부 사무관)가 임명됨 (위원 6)
- 1907년 8월 19일: 장헌식이 해임되고 어윤적이 위원으로 임명됨 (위원 6)
- 1907년 9월 16일: 제1차 회의 개최. 연구소의 운영 규칙을 정하였으며, 매월 10일, 20일, 말일마다 회의를 열기로 함.
- 1907년 9월 23일: 이종일, 이억(李億), 윤돈구(尹敦求), 송기용(宋綺用), 유필근(柳苾根)이 위원으로 추가 임명됨 (위원 11)
- 1907년 11월 이후: 현은, 이종일, 유필근이 위원에서 사임함 (위원 8)
- 1908년 1월 21일: 지석영이 위원으로 임명됨 (위원 9)
- 1908년 6월: 이민응(李敏應)이 위원으로 임명됨 (위원 10)
- 1908년 8월: 이억이 위원에서 사임함 (위원 9)
- 1909년 12월 27일: 제23차(최종) 회의 개최. 23회의 회의 동안 총 14개 항의 문제를 논의함.
- 1909년 12월 28일: 《국문연구의정안》을 학부 대신에게 제출함

## 국문연구의정안
《국문연구의정안》(國文硏究議定案)은 통일된 한국어 정서법을 마련하고자 한글의 원리와 연혁, 자모음 등을 연구하여 제출한 보고서이다. 국문 연구소에서 진행한 23차례의 회의 끝에 1909년 12월 28일 학부 대신에게 제출된 보고서로, 이때 연구소의 위원들이 각자 연구한 바를 담은 《국문연구》가 함께 제출되었다. 《국문연구》는 어윤적 1책(90장), 이능화 1책(82장), 주시경 1책(104장), 권보상·송기용·지석영·이민응·윤돈구 1책(각 24장·21장·15장·7장·11장) 등 총 4책으로 되어 있다. 그 밖에 《국문연구의정안》을 정하고자 진행한 23차례의 회의에서 배포된 유인물의 모음인 《국문연구안》(國文硏究案, 7책)이 남아 있다.
《국문연구의정안》은 1910년에 한일 병합 조약의 체결로 시행되지는 못하였으나, 한국어 정서법을 국가 차원에서 정하려 한 첫 시도였으며, 이후의 한글 맞춤법 규정에도 영향을 주었다는 의의가 있다. 그 차례와 간략한 내용은 다음과 같다.
1. 국문(國文)의 연원(淵源)과 자체(字體) 급(及) 발음(發音)의 연혁(沿革)
2. 초성(初聲) 중(中) ㆁ ㆆ ㅿ ◇ ㅱ ㅸ ㆄ ㅹ 팔자(八字)의 부용(復用) 당부(當否): 이 여덟 글자는 다시 사용하지 않기로 함.
3. 초성(初聲)의 ㄲ ㄸ ㅃ ㅆ ㅉ ㆅ 육자(六字) 병서(並書)의 서법(書法) 일정(一定): 된소리는 ㅅ계 합용 병서가 아닌 각자 병서로 적되, ㆅ은 ㅎ으로 적기로 함.
4. 중성(中聲) 중(中) ㆍ자(字) 폐지(廢止) ᆖ자(字) 창제(刱製)의 당부(當否): ㆍ를 그대로 사용하고 ᆖ는 창제하지 않기로 함.
5. 종성(終聲)의 ㄷ ㅅ 이자(二字) 용법(用法) 급(及) ㅈ ㅊ ㅋ ㅌ ㅍ ㅎ 육자(六字)도 종성(終聲)에 통용(通用) 당부(當否): 초성의 모든 글자를 종성에 사용하기로 함.
6. 자모(字母)의 칠음(七音)과 청탁(淸濁)의 구별(區別) 여하(如何): 청음, 격음, 탁음의 세 부류로 나누기로 함.
7. 사성표(四聲票)의 용부(用否) 급(及) 국어음(國語音)의 고저법(高低法): 사성표는 사용하지 않고, 고저는 장단으로 나누되 단음은 점 0개, 장음은 점 1개로 나타내기로 함.
8. 자모(字母)의 음독(音讀) 일정(一定): ‘기윽, 니은, ..., 히읗, 아, 야, ..., 이, ᄋᆞ’로 읽기로 함.
9. 자순행순(字順行順)의 일정(一定): 자음은 ㆁ, ㄱ, ㄴ, ㄷ, ㄹ, ㅁ, ㅂ, ㅅ, ㅈ, ㅎ, ㅋ, ㅌ, ㅍ, ㅊ 순으로, 모음은 ㅏ, ㅑ, ㅓ, ㅕ, ㅗ, ㅛ, ㅜ, ㅠ, ㅡ, ㅣ, ㆍ 순으로 적기로 함.
10. 철자법(綴字法): 《훈민정음》 〈예의〉(例義)를 따르기로 함.

## 참고 문헌
- 한동완 (2006). 《국문연구의정안》. 서울: 신구문화사. ISBN 8976681266.

## 같이 보기
- 한국어 운동의 역사